# Napa (Kalifornija)
Napa je grad u američkoj saveznoj državi Kalifornija. Prema popisu stanovništva iz 2010. u njemu je živjelo 76.915 stanovnika.